# Anomalomyrma taylori
Anomalomyrma taylori är en myrart som beskrevs av Bolton 1990. Anomalomyrma taylori ingår i släktet Anomalomyrma och familjen myror. Inga underarter finns listade i Catalogue of Life.

## Bildgalleri

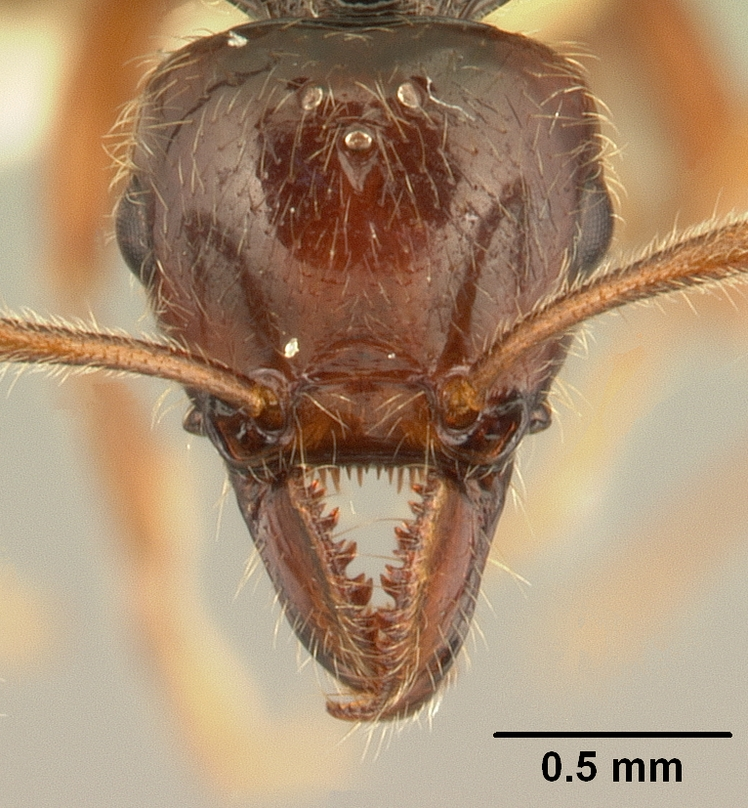
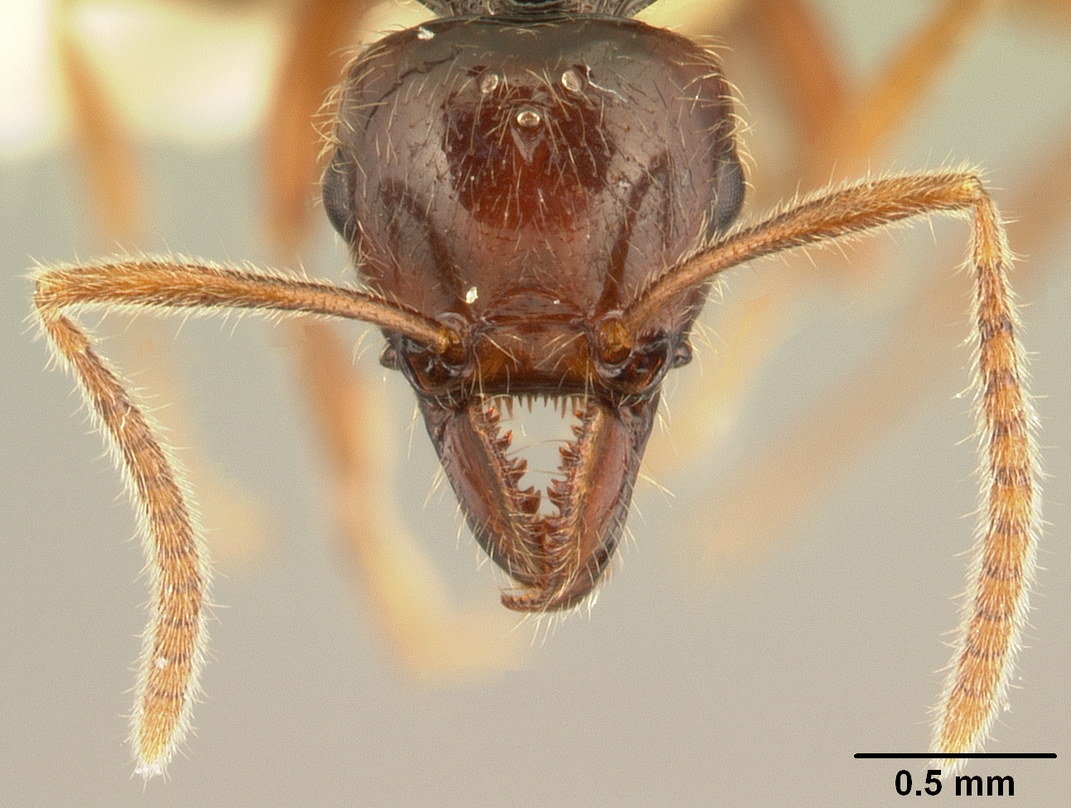
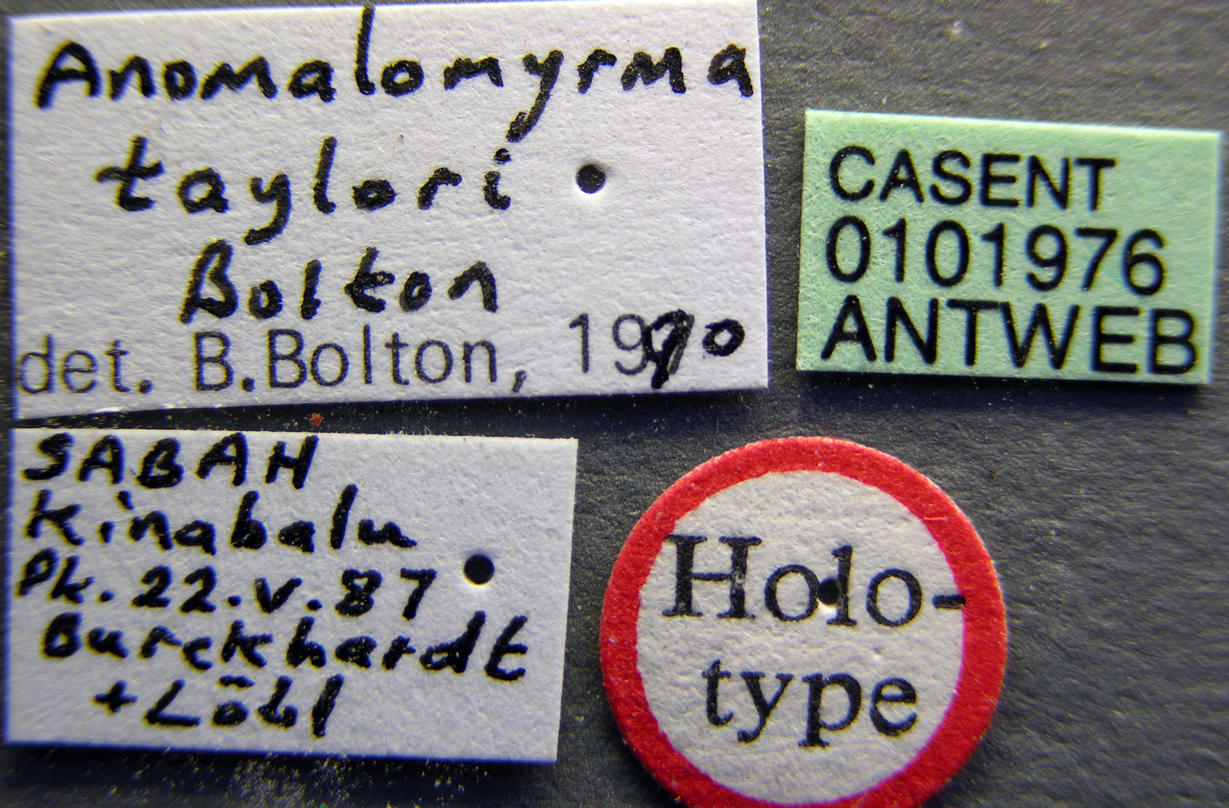
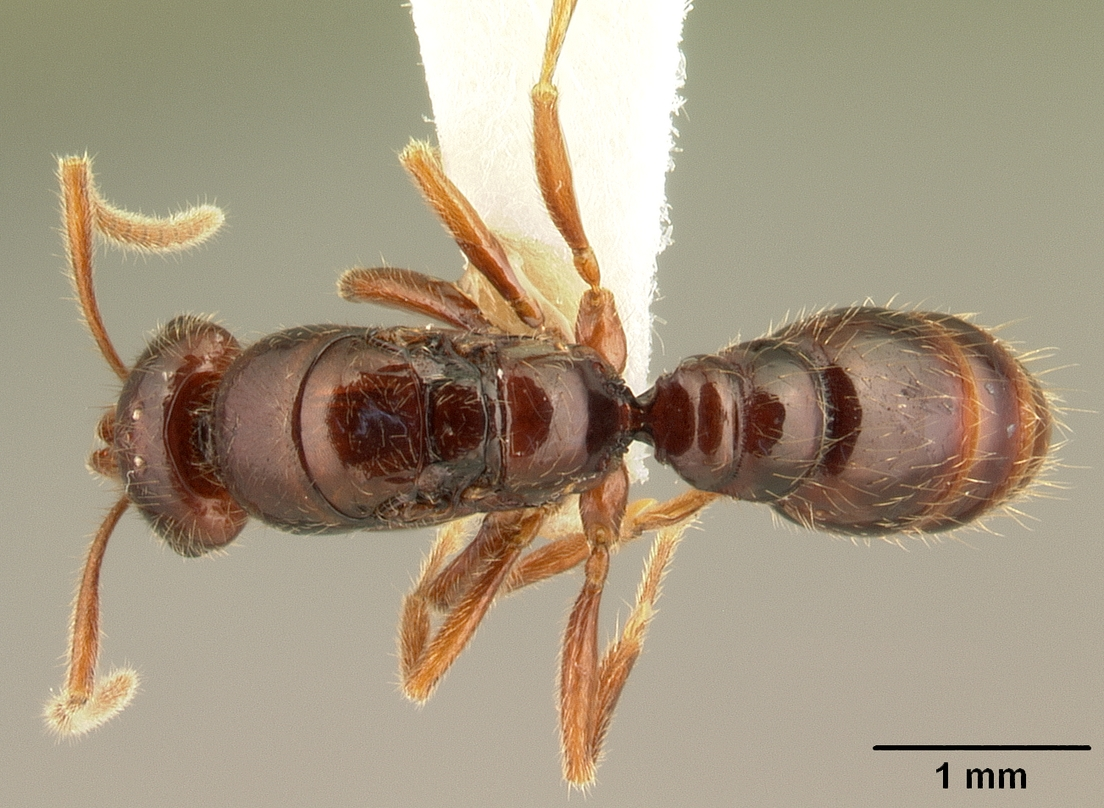